# Sommerdag ved Roskilde Fjord
Sommerdag ved Roskilde Fjord er et dansk maleri af L.A. Ring fra 1900.
Det er malet med olie på lærred. Det er et hovedværk i 1900-tallets danske malerihistorie. Motivet er en strandeng i forgrunden med fjorden og et kuperet grønt landskab i baggrunden. På fjorden ses en gruppe med tre fiskerbåde. På skibene ses tre master, som minder om de tre kors, hvorpå Jesus og de to røvere hang.
Sommerdag ved Roskilde Fjord hænger på Randers Kunstmuseum og blev i 2006 optaget i Kulturkanonen.